# Henryk Szwajcer
Henryk Szwajcer (ur. 25 lipca 1916 r. w Łodzi, zm. 25 marca 2006 r. w Łodzi) – aktor estradowy. Zadebiutował 1 września 1933 roku.
Występował w teatrach:

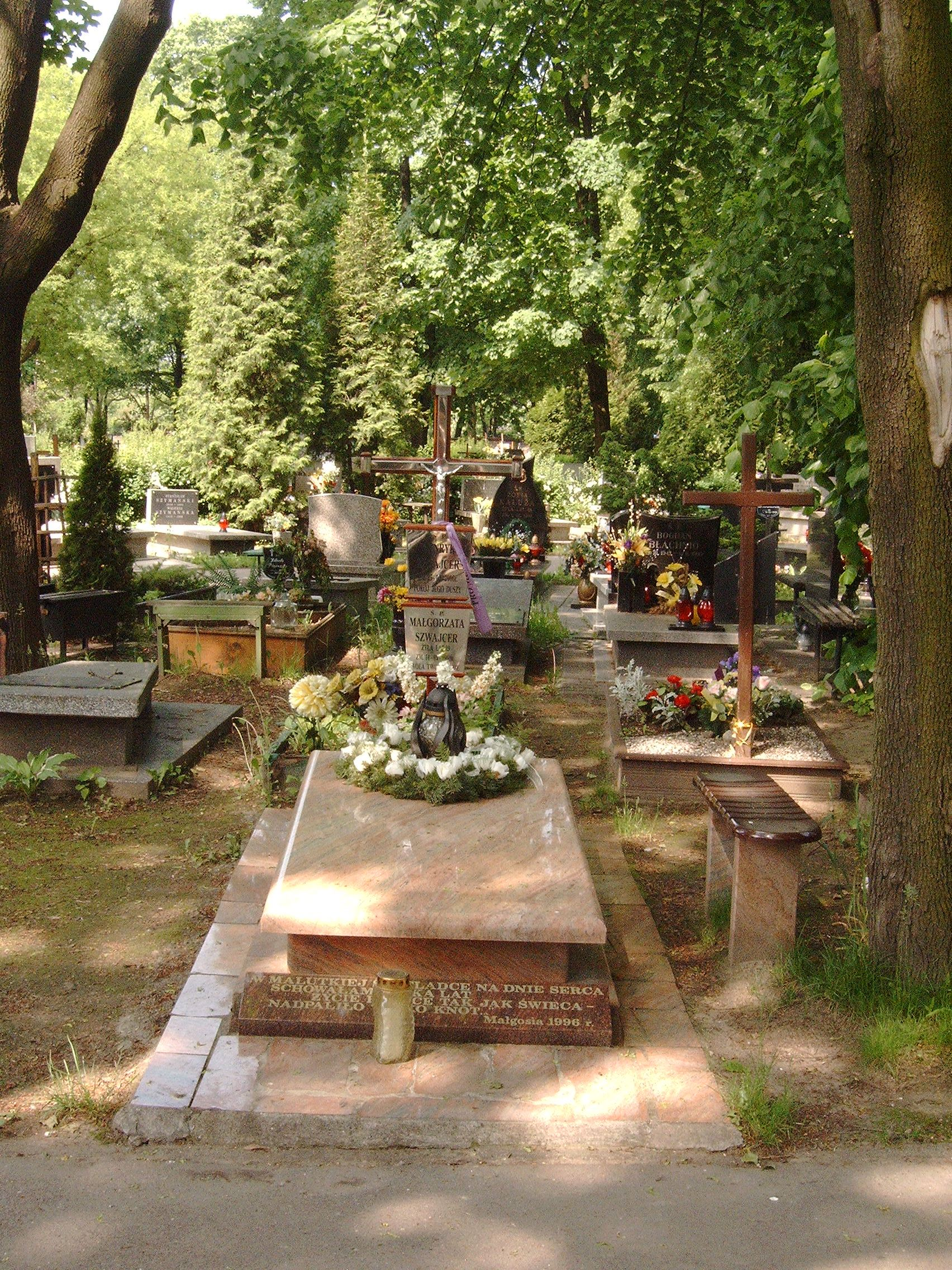
Grób Henryka Szwajcera na cmentarzu komunalnym na Dołach w Łodzi 21 maja 2007

- Gong w Łodzi (w latach 1946–1948),
- Osa w Łodzi (w latach 1948–1950),
- Satyryków w Łodzi (1954),
- Poznańskiej Komedii Muzycznej w Poznaniu (w latach 1956–1957),
- PPIE w Poznaniu (1958).
- Łódzka Katarynka - 1972 - 1981, występy kabaretowe na terenie Polski, NRD i Czechosłowacji - wśród wykonawców Henryk Szwajcer, Wiesław Wierusz-Kowalski, duet Mirton-Szen, Andrzej Dyszak, Włodzimierz Nowak, zespół Arianie - kier. artystyczny Henryk Szwajcer / Estrada Łódzka / .

Wspólnie z Adolfem Dymszą tworzył kabaretowy duet na łódzkich scenach w latach 40. Autor wspomnień Uśmiech zza kulis, wydanych w roku 2005.
Pochowany na cmentarzu komunalnym na Dołach w Łodzi (kwatera XXXVIII, rząd 7, grób 4).

## Filmografia
- 1946: Zakazane piosenki, jako Żyd
- 1947: Jasne Łany
- 1949: Za wami pójdą inni
- 1985: Diabelskie szczęście, jako konferansjer